# Victor Mikhalevski
Victor Mikhalevski est un joueur d'échecs israélien né le 8 juillet 1972 à Homiel en Biélorussie. Grand maître international depuis 1996, il a remporté le championnat d'Israël en 2014.
Au 1er mai 2018, il est le neuvième joueur israélien avec un classement Elo de 2 581 points.

## Biographie
Né en 1972 en Biélorussie soviétique, Victor Mikhalevski apprit les règles du jeu d'échecs à quatre-cinq ans. Il s'entraîna avec son frère Alexander Mikhalevski (né en 1958 et maître international] depuis 1993). Victor Mikhalevski émigra avec sa famille en Israël au début 1991 et représenta Israël lors du championnat du monde d'échecs junior en 1991 et 1992.
En 1996, il finit 1er-3e du championnat national à Jérusalem (troisième au départage). Il remporta le titre en 2014.

## Tournois individuels
Victor Mikhalevski a remporté les tournois de :
- Rishon LeZion en 1998 (vainqueur au départage[5]) ;
- l'open de Hoogeveen en 1998[6] ;
- la coupe Itau du club de São Paulo en octobre 2002[7] ;
- l'open du Québec en juillet 2003[8] ;
- l'open du Salvador en décembre 2003[9] ;
- le tournoi de blitz de l'open du Québec à Montréal en 2004[10]
- le tournoi international fermé de Montréal en 2005[11] ;
- le World Open 2007[12] ;
- le festival de Curaçao en 2007[13]
- l'open de Miami en 2007[14] ;
- l'open de Calvia en octobre 2007[15], après avoir commencé par sept victoires consécutives et terminé par deux parties nulles[3] ;
- le championnat open du Canada à Montréal en 2008[16] ;
- l'open international d'Edmonton en décembre 2009[17] ;
- le North American Open en décembre 2009 (troisième au départage[17]) ;
- l'open de Calgary en 2010[17] ;
- le tournoi B de Saint-Louis (Missouri) en 2018[18].

## Compétitions par équipe
Viktor Mikhalevski a participé à deux olympiades avec l'équipe d'Israël (en 2006 et 2010), remportant la médaille de bronze par équipe lors de l'olympiade d'échecs de 2010 (il était échiquier de réserve).

## Publication
- (en) Grandmaster Repertoire 13 - The Open Spanish, Quality Chess, 2013